# Benoît Campargue
Benoît Campargue [Benoa Kamparg], (* 9. březen 1965 Villefranche-sur-Saône, Francie) je bývalý reprezentant Francie v judu a především významný trenér a funkcionář.

## Výsledky
| Turnaj             | 1992           | 1993           | 1994           | 1995           |
| Turnaj             | 27             | 28             | 29             | 30             |
| Turnaj             | pololehká váha | pololehká váha | pololehká váha | pololehká váha |
| ------------------ | -------------- | -------------- | -------------- | -------------- |
| Olympijské hry     | úč.            | -              | -              | -              |
| Mistrovství světa  | -              | dns            | -              | úč.            |
| Mistrovství Evropy | 1.             | dns            | 3.             | dns            |

## Podrobnější výsledky

### Olympijské hry
| Rok      | Kategorie  |  | 1/64                      | 1/32                              | 1/16 | čtvrtfinále | semifinále | finále |
| -------- | ---------- |  | ------------------------- | --------------------------------- | ---- | ----------- | ---------- | ------ |
| LOH 1992 | lehká váha |  | výhra - waz/kta Eric Born | prohra - 2:35/uma Kendži Marujama | -    | -           | -          | -      |

### Mistrovství světa
| Rok     | Kategorie      |  | 1/64                            | 1/32                            | 1/16                            | čtvrtfinále                     | semifinále                      | opravy                          | opravy                          | opravy                          | o bronz |
| ------- | -------------- |  | ------------------------------- | ------------------------------- | ------------------------------- | ------------------------------- | ------------------------------- | ------------------------------- | ------------------------------- | ------------------------------- | ------- |
| MS 1993 | -              |  | nestartoval - Christophe Brunet | nestartoval - Christophe Brunet | nestartoval - Christophe Brunet | nestartoval - Christophe Brunet | nestartoval - Christophe Brunet | nestartoval - Christophe Brunet | nestartoval - Christophe Brunet | nestartoval - Christophe Brunet |         |
| MS 1995 | pololehká váha |  | výhra Danny Fagan               | prohra Udo Quellmalz            | -                               | -                               | -                               | výhra Jarosław Lewak            | prohra Bektaş Demirel           | -                               | -       |

### Mistrovství Evropy
| Rok     | Kategorie      |  | 1/32                            | 1/16                            | čtvrtfinále                     | semifinále                      | opravy                          | opravy                          | o bronz                         | finále                          |
| ------- | -------------- |  | ------------------------------- | ------------------------------- | ------------------------------- | ------------------------------- | ------------------------------- | ------------------------------- | ------------------------------- | ------------------------------- |
| ME 1992 | pololehká váha |  | volný los                       | výhra Philip Laats              | výhra Ciarán Ward               | výhra Stefan Ćuk                | -                               | -                               | -                               | výhra Vsevolod Zeljonyj         |
| ME 1993 | -              |  | nestartoval - Nasser Nechar     | nestartoval - Nasser Nechar     | nestartoval - Nasser Nechar     | nestartoval - Nasser Nechar     | nestartoval - Nasser Nechar     | nestartoval - Nasser Nechar     | nestartoval - Nasser Nechar     | nestartoval - Nasser Nechar     |
| ME 1994 | pololehká váha |  | výhra Ciarán Ward               | výhra Boudewijn Caspari         | výhra Andrei Golban             | prohra Jarosław Lewak           | -                               | -                               | výhra Igor Kolijev              | -                               |
| ME 1995 | -              |  | nestartoval - Christophe Brunet | nestartoval - Christophe Brunet | nestartoval - Christophe Brunet | nestartoval - Christophe Brunet | nestartoval - Christophe Brunet | nestartoval - Christophe Brunet | nestartoval - Christophe Brunet | nestartoval - Christophe Brunet |

## Sportovní karieéra

### Úspěchy
- mistr Evropy
- mistr světa v týmech z roku 1994
- osobní trenér několika francouzských reprezentantů - Teddy Riner

### Zajímavosti
Na pozici reprezentační jedničky si musel několik let počkat. Nepatřil k největším osobnostem francouzského juda jako zápasník. Osobností se stal až po skončení aktivní kariéry - výborný pedagog a metodik. Řadu let jeden z nejvlivnějších mužů francouzského juda.

### Rivalové
- Bruno Carabetta
- Christophe Brunet